# Nationale Orde (Burkina Faso)
Nadat Opper-Volta was omgedoopt in Burkina Faso werd ook de oude Nationale Orde van Opper-Volta omgedoopt. De orde heet nu kortweg "Nationale Orde". Ook het uiterlijk veranderde sterk.Sommige bronnen noemen de oude orde daarom "obsolete" en spreken van een nieuwe onderscheiding.

## De graden van de Nationale Orde
De Nationale Orde heeft de in het internationale verkeer gebruikelijke vijf graden en wordt, net als haar voorbeeld, het Franse "Legioen van Eer" voor eminente verdienste toegekend. Ook de verdeling in dignitarissen en graden en de bepaling dat ieder jaar niet meer dan 100 inwoners en 25 vreemdelingen in de orde worden opgenomen is door Frankrijk geïnspireerd. Een Ridder in de Nationale Orde moet acht jaar op bevordering wachten. Daarna duurt het vijf jaar voor hij of zij weer bevorderd wordt.
De waardigheden ("dignités") van de Orde
De President van Burkina Faso is Grootmeester en souverein hoofd  van de Orde. De wet spreekt van "Chef souverain et Grand Maître". Hij draagt een bijzondere gouden keten en het grootkruis.
- Grootkruis

De grootkruizen dragen het kleinood van de orde aan een grootlint op de linkerheup en de gouden ster van de orde op de linkerborst.
- Grootofficier

De Grootofficieren dragen een kleinood aan een lint met een rozet op de linkerborst en een zilveren ster rechtsonder op de rechterborst.
De graden van de Orde
- Commandeur

De Commandeur draagt een groot uitgevoerd kleinood van de orde aan een lint om de hals.  
- Officier

De Officier draagt een kleinood aan een lint met een rozet op de linkerborst. 
- Ridder

De Ridder draagt een kleinood aan een lint op de linkerborst.Bij de ridder is in het kleinood geen goud verwerkt.
De versierselen van de Nationale Orde
Het kleinood is een groen geëmailleerde vijfpuntige ster met witte bloesems op de armen die op een krans van twee gouden maiskolven is gelegd. Het rode medaillon in het midden bevat een afbeelding van de landkaart van Burkina Faso en is omlijst door een wit tandwiel. Er is geen verhoging.
Het lint is (horizontaal gedeeld) rood en groen.
| De batons van de Nationale Orde | De batons van de Nationale Orde | De batons van de Nationale Orde | De batons van de Nationale Orde | De batons van de Nationale Orde | De batons van de Nationale Orde |
| ------------------------------- | ------------------------------- | ------------------------------- | ------------------------------- | ------------------------------- | ------------------------------- |
| Ridder                          | Officier                        | Commendeur                      | Grootofficier                   | Grootkruis                      |                                 |

## Bekende drager
- Ban Ki-moon, (Grootkruis)